# Áreas protegidas de Botsuana

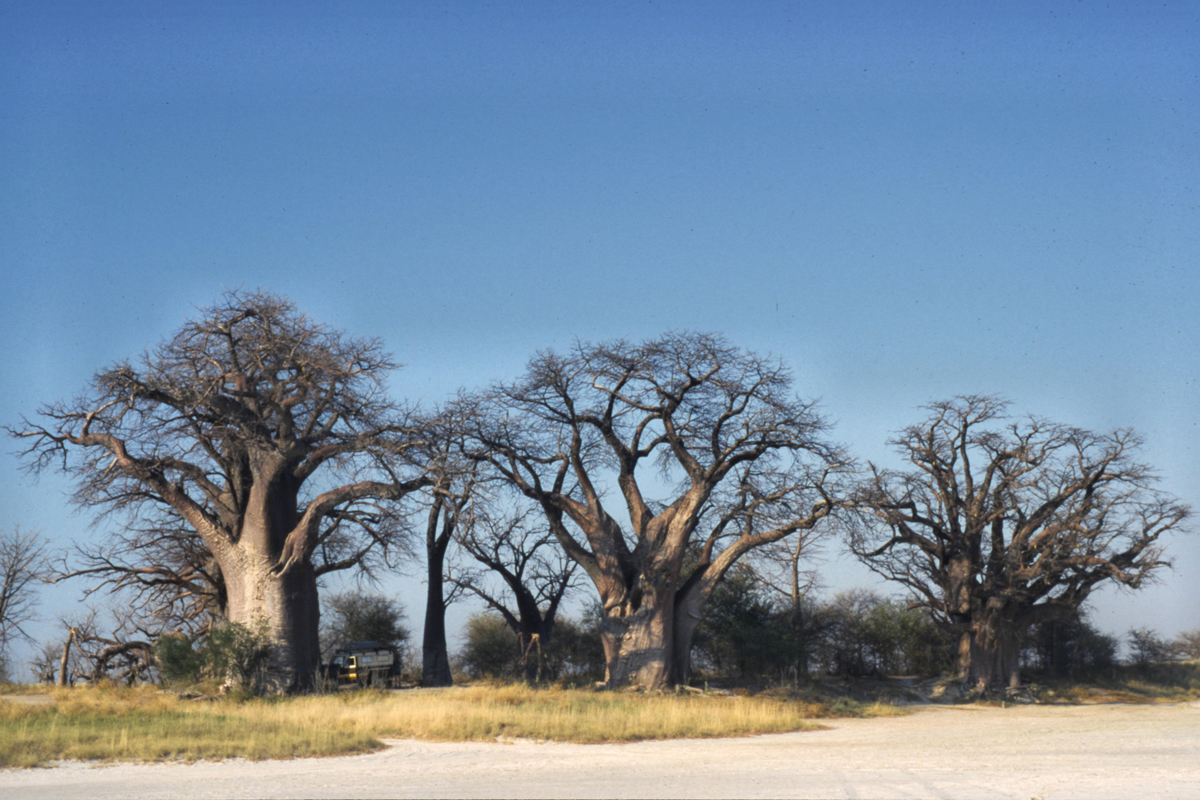
Parque nacional de Nxai Pan con los baobabs de Baines, su descubridor

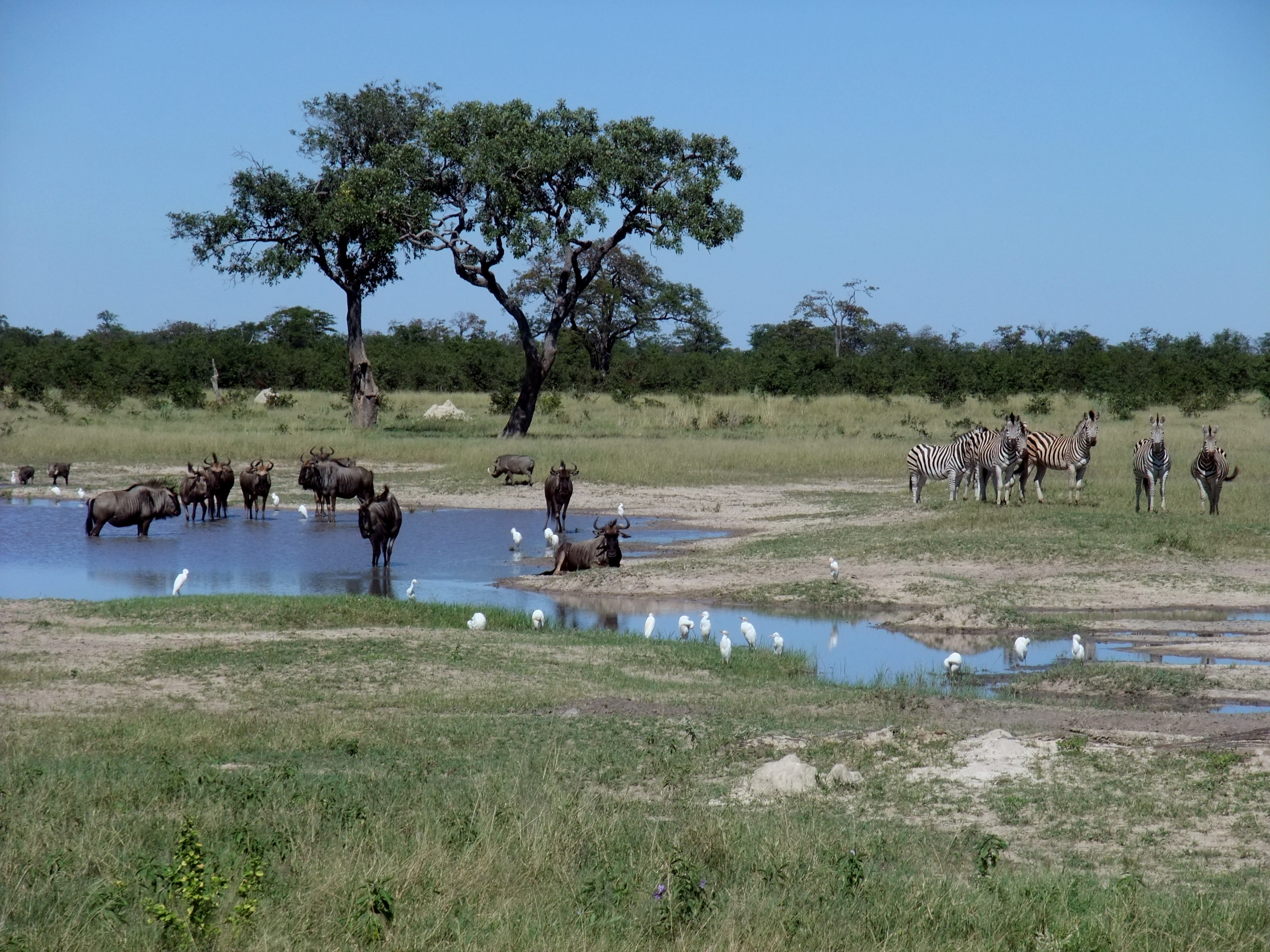
Parque nacional de Chobe

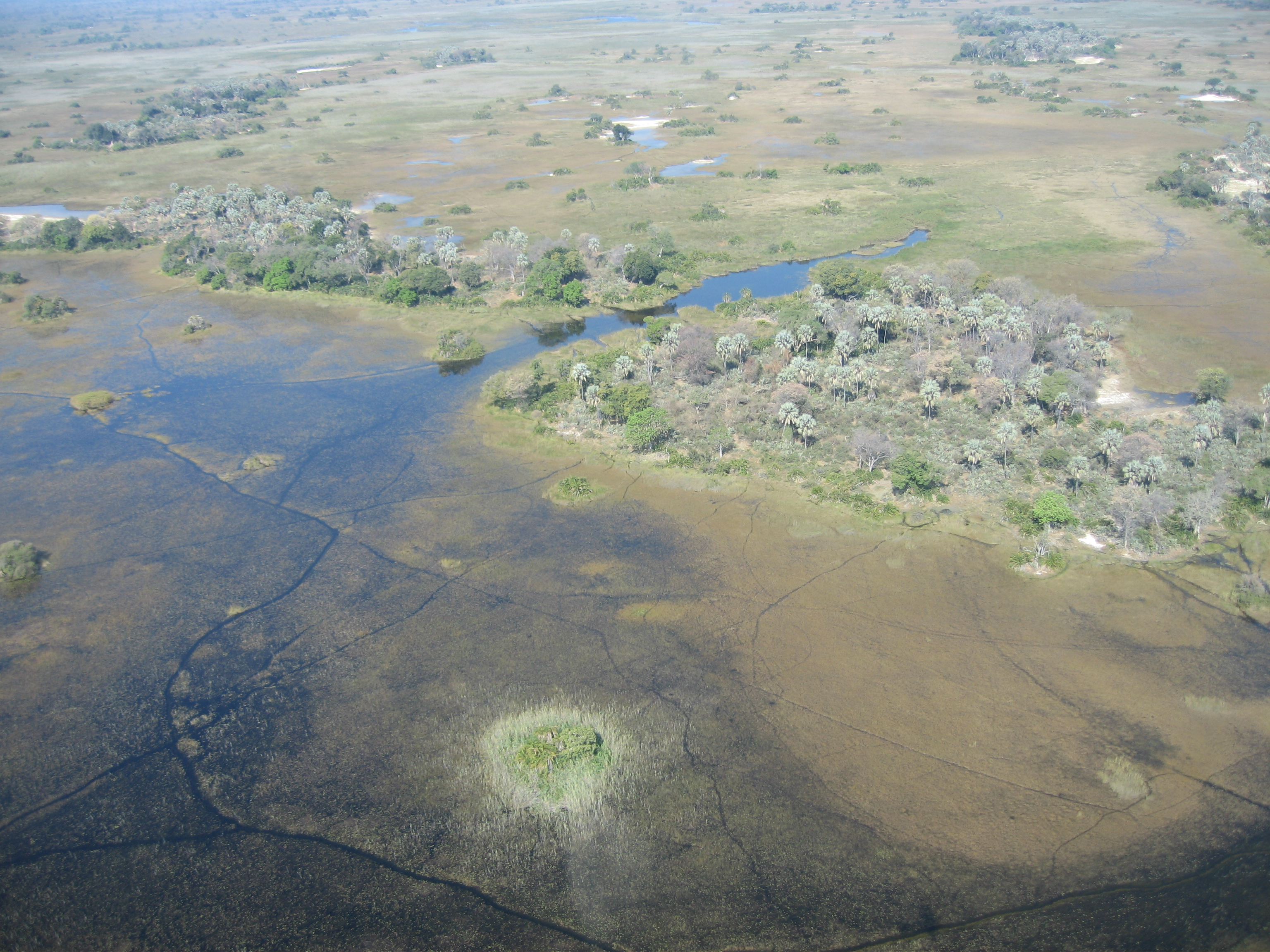
Delta del Okavango

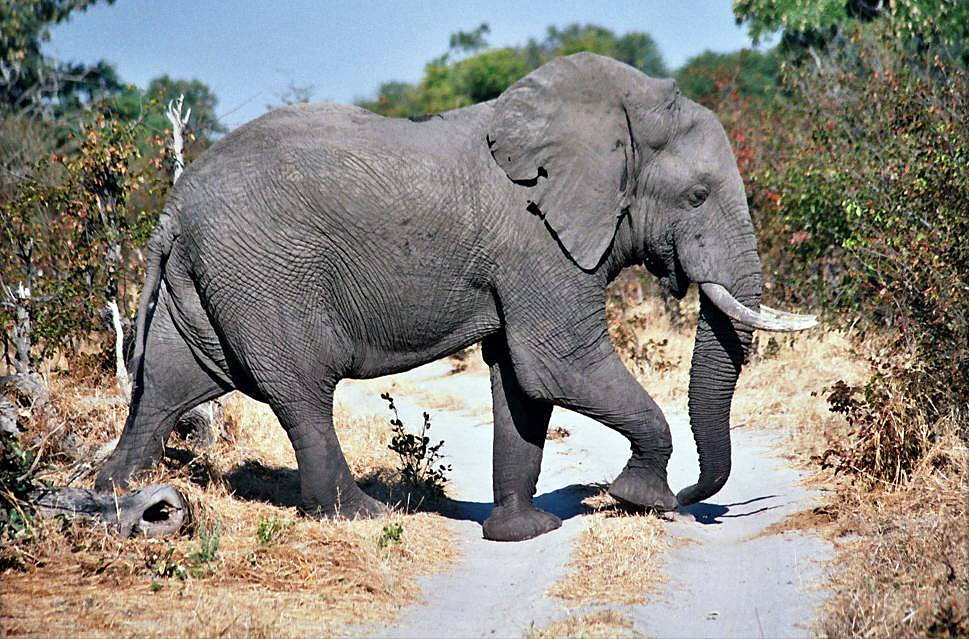
Reserva de caza de Moremi, en el Okavango

Las áreas protegidas de Botsuana constituyen en 2018, según la UNEP-WCMC (UN Environment World Conservation Monitoring Centre), el 29,14% del territorio nacional. Esto es una superficie de 169.370 km² dividida en 22 áreas que, a su vez, se agrupan en 5 categorías. Hay cuatro parques nacionales, seis reservas forestales; seis reservas de caza; tres santuarios de aves y un santuario de caza. El delta del Okavango está declarado Patrimonio de la humanidad, y todo el sistema del delta se considera sitio Ramsar.

## Parques nacionales
- Parque nacional de Chobe, 11.000 km², en el norte, cerca de Namibia y Zimbabue; posee cuatro ecosistemas: el área Serondela, una llanura inundada con bosques de caoba y teca con grandes manadas de elefantes; el pantano de Savuti, alimentado por el canal de Savuti, con sabana y pastizales, rinocerontes, kudus, impalas, etc.; el pantano de Linyanti, junto al río Linyanti, elefantes, leones, leopardos y cocodrilos, y una zona seca donde abundan los elands. Al otro lado de este río se encuentra la Reserva de Vida Salvaje de Linyanti, 2.750 km² en la frontera occidental de Chobe, al nordeste de Okavango, formada por cuatro pequeños campos privados: Duma Tau, Kings Pool, Linyanti Tented Camp y Savuti Camp.[3] Comprende el río Linyanti, el canal de Savuti y los bosques de interior.[4] Si se añade la Magwikhwe sand ridge (dorsal de arena de Magwikhwe), de 100 km de longitud y 20 m de altura, la reserva alcanza los 5.000 km².[5]

- Parque transfronterizo de Kgalagadi, 38.000 km², en el desierto de Kalahari, formado por el Parque nacional Gemsbok (26.310 km²), en Botsuana, y el Parque nacional Kalahari Gemsbok (9.590 km²), en Sudáfrica. Dunas, escasa vegetación, río secos, leones, leopardos, hienas, antílopes, eland, etc.

- Parque nacional de Makgadikgadi, 4.902 km², sabana seca del nordeste, uno de los mayores salares del mundo, restos de un lago. Forma parte del Kalahari. Flamencos, pelícanos y avestruces.

- Parque nacional de Nxai Pan, 2576 km², otro salar en el nordeste de Botsuana, adjunto al Parque nacional de Makgadikgadi, posee baobabs milenarios, que deben su nombre a Thomas Baines, el hombre que los descubrió. Elefantes, jirafas, cebras, leones, etc.

## Reservas forestales
- Reserva forestal de Sibuyu, 1.194 km². La reserva se encuentra en una zona de sabana arbustiva, al oeste del Parque nacional de Hwange, en Zimbabue. Sibuyu era el hogar de cazadores y recolectores san cuyos restos arqueológicos se encuentran todavía en las ruinas de Nunga.[6]
- Reserva forestal de Kasane, 149 km². Al sur de la localidad de Kasane, donde hay aeropuerto internacional, y de Chobe, en el extremo norte del país.
- Reserva forestal de Kasane Extension, 641 km²
- Reserva forestal de Kazuma, 195 km²
- Reserva forestal de Chobe, 1.432 km²
- Reserva forestal de Maikaelelo, 532 km²

## Reservas de caza
- Reserva de caza del Kalahari Central, 52.800 km²
- Reserva de caza de Khutse, 2.500 km²
- Reserva de caza Moremi, 4.871 km²
- Reserva de caza de Tuli Norte, 780 km². Forma parte del Área de Conservación Transfronteriza del Gran Mapungubwe, también conocida como Área de Conservación Transfronteriza Limpopo-Shashe, en el nordeste. Tiene 4.782 km², de los que 1.350 km² en Botsuana, compartidos con Sudáfrica (2.561 km²) y Zimbabue (960 km²). Sabana con elefantes, leones, leopardos, etc. El nombre viene del Parque nacional de Mapungubwe, en Sudáfrica, que sigue el río Limpopo.
- Reserva de caza del embalse de Nnywane, 10 km²
- Reserva de caza de Mannyelanong, 3 km²

## Santuarios de aves
- Santuario de aves de Mogobane, 9,4 km²
- Santuario de aves del embalse de Bathoen, 4,7 km²
- Santuario de aves de Nata, 961 km²

## Santuarios de caza
- Santuario de caza de Maun, 85 km². Es un recinto vallado, en Maun, capital del delta del Okavango, donde hay cebras, facóqueros, antílopes, jirafas y monos, entre otros. El santuario está bordeado por el río Thamalakane.[7]

## Otras áreas protegidas
- Santuario Khama Rhino, 85,85 km², creada en 1992 para proteger los rinocerontes en el centro-este de Botsuana, cerca de Serowe.[8]

- Reserva de la naturaleza de Mokolodi, 37 km². Fundada en 1994 por la Mokolodi Wildlife Foundation, a 15 km al sur de Gaborone.[9]

## Sitio Ramsar y patrimonio de la humanidad
El delta del Okavango es un delta interior formado donde el río Okavango encuentra una depresión tectónica en la cuenca endorreica del Kalahari. El agua se embalsa y poco a poco se evapora sin salida. Recibe 11 km³ de agua cada año en época de lluvias, de la que una parte fluye hasta el lago Ngami. La Reserva de caza Moremi es el lado oriental del delta. Se considera una de las siete maravillas del mundo. También es Patrimonio de la Humanidad.

## Área de conservación Kavango-Zambeze
El Área de conservación Kavango-Zambeze es un proyecto entre cinco países que cubriría una extensión de más de 500.000 km2 y abarcaría 23 parques nacionales de Angola, Botsuana, Namibia, Zambia y Zimbabue, con centro en el delta del Okavango. Abarcaría la mayor parte de las zonas protegidas mencionadas anteriormente. De Bostsuana, incluiría la mayor parte del delta del Okavango, con la Reserva de caza de Moremi, el sistema fluvial de los ríos Chobe-Linyanti, con el Parque nacional de Chobe, y los parques adyacentes de Makgadikgadi y Nxai.